# مسارتسی
مسارتسی (به صربی: Mesarci) یک منطقهٔ مسکونی در صربستان است که در ولادیمیرتسی واقع شده‌است. مسارتسی ۵۹۲ نفر جمعیت دارد.